# NGC 4395
NGC 4395 è una galassia a spirale di debole brillanza superficiale nella costellazione dei Cani da Caccia.

L'importanza di NGC4395 è di contenere il più piccolo buco nero supermassiccio, scoperto nel 1989. La sua massa, stimata diverse volte per eccesso, si è rivelata intorno alle 9100 masse solari, secondo uno studiopubblicato a giugno 2019 basato sulla tecnica del riverbero della luce ottica nelle immediate vicinanze del buco nero.

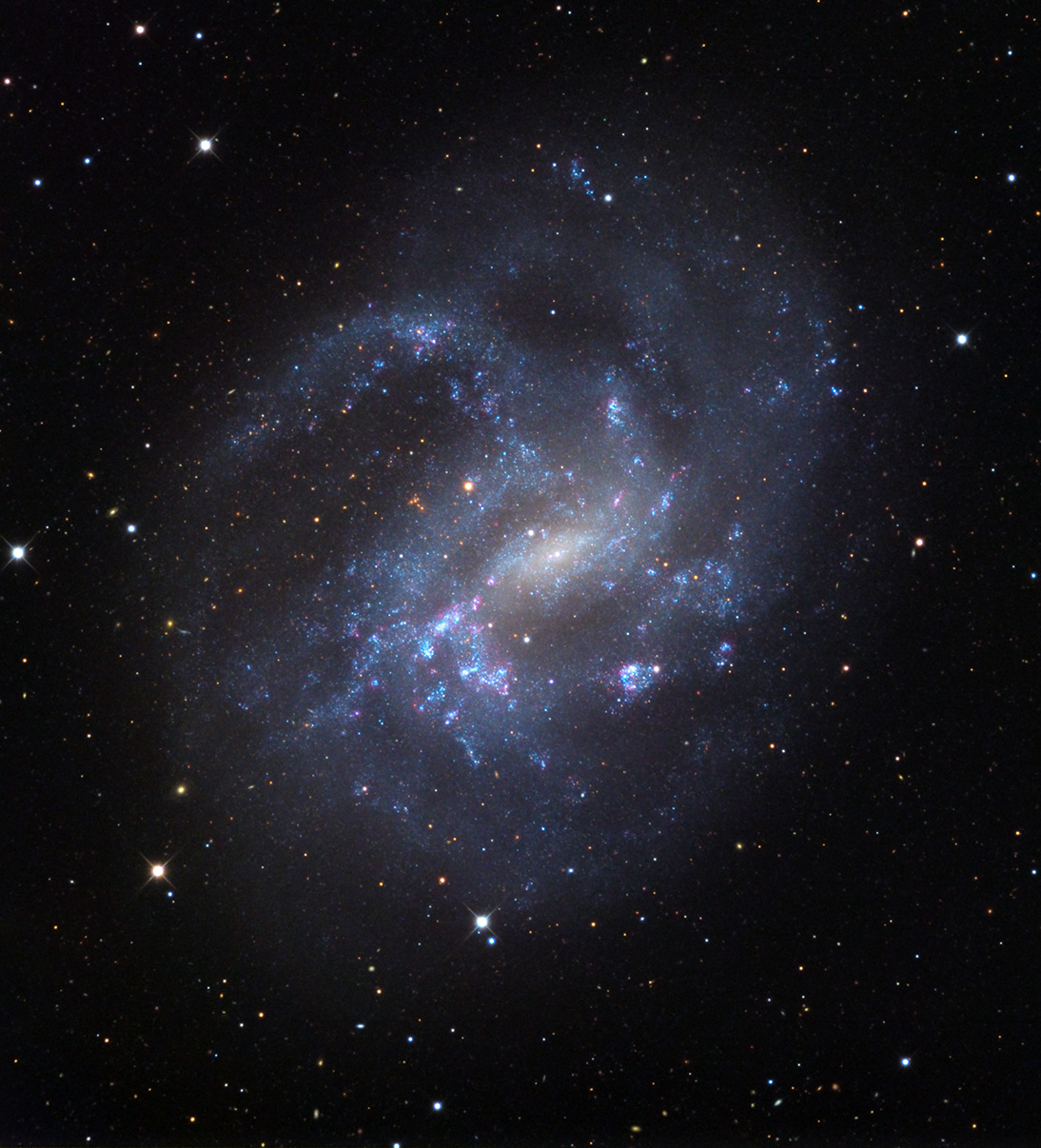
NGC 4395  (Telescopio Schulman)
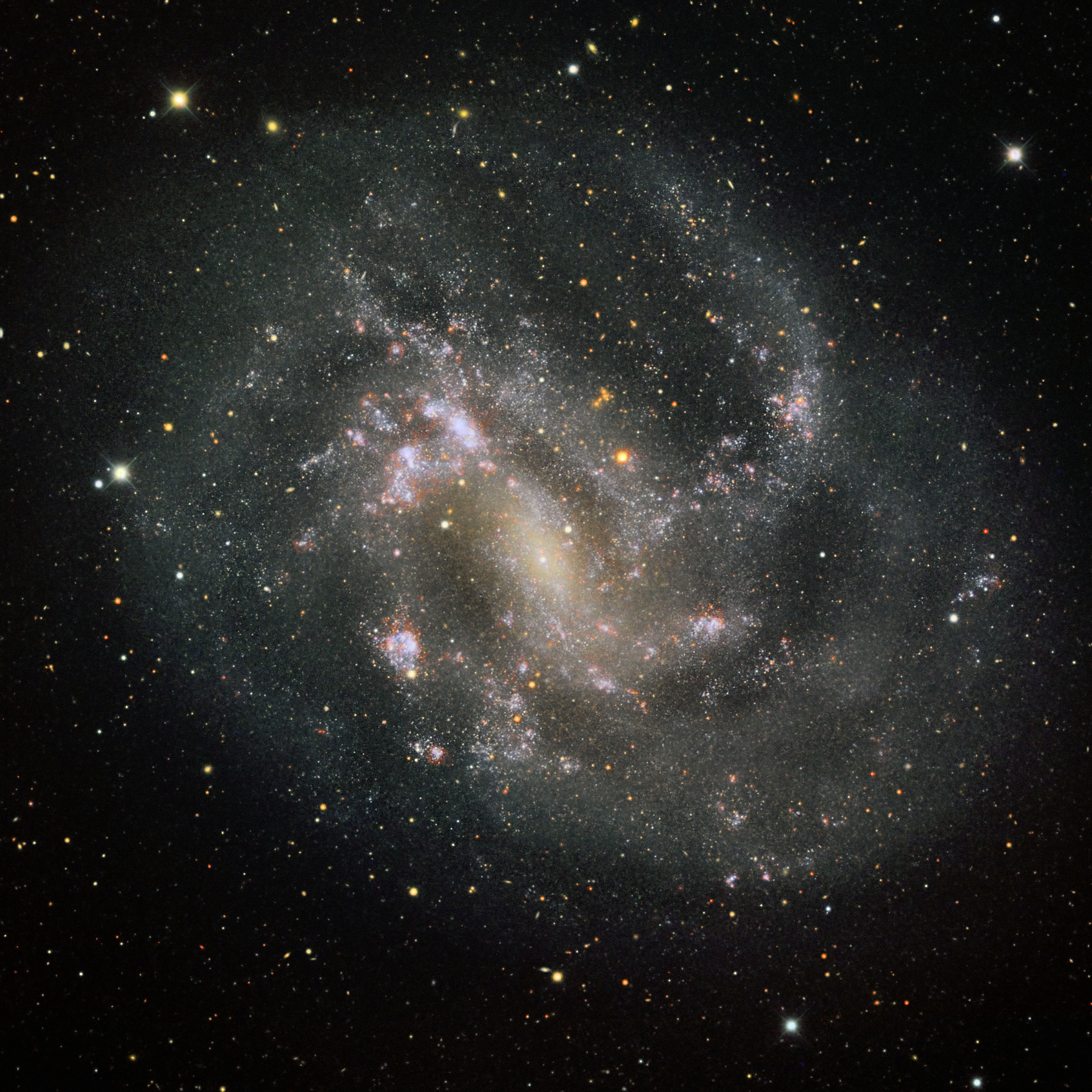
NGC 4395  (SDSS/NOAO/Giuseppe Donatiello)
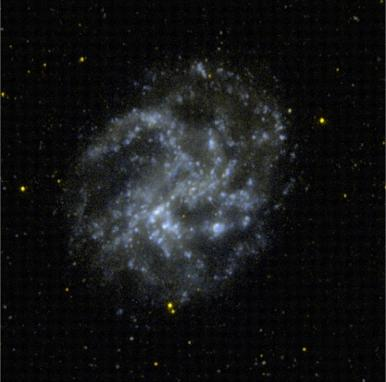
NGC 4395  (Ultravioletto - GALEX)